# Río Valderaduey
Río Valderaduey är ett vattendrag i Spanien. Det ligger i den centrala delen av landet, 210 km nordväst om huvudstaden Madrid.